# Shaila Arsene
Shaila Arsene (Río de Janeiro, 31 de julio de 1998) es una actriz brasileña. que, actuó en novelas como Vidas en Juego, Prueba de Amor, y en la Trilogia Caminos del Corazón ambas novelas de la Red Record.

## Carrera

### Televisión
| Año  | Título                             | Personaje                   | Notas               | Ref |
| ---- | ---------------------------------- | --------------------------- | ------------------- | --- |
| 2005 | Prueba de Amor                     | Cristina Rodrigues (Tita)   |                     |     |
| 2007 | Caminos del Corazón                | Clara Menezes Figueira      | 1ª vez en el papel. |     |
| 2008 | Los Mutantes - Caminos del Corazón | Clara Menezes Figueira      | 2ª vez en el papel  |     |
| 2009 | Promesas de Amor                   | Clara Menezes Figueira      | 3ª vez en el papel  |     |
| 2011 | Vidas en Juego                     | Tatiana Camargo Leal (Tati) |                     |     |